# Bitwa na Arao
Bitwa na Arao – jedna z bitew w czasie  wojen o niepodległość Wenezueli stoczona 16 kwietnia 1814 roku pomiędzy siłami Drugiej Republiki Wenezueli a Cesarstwem Hiszpanii.
Na rozkaz Bolivara, Santiago Mariño na czele 2800 patriotów podążał do San Carlos, kiedy niespodziewanie natknął się na rojalistyczny oddział Jose Ceballosa. Korzystnie rozlokowane i gotowe do ataku wojska Ceballosa zadały druzgocącą klęskę oddziałom Mariño.